# Джакконе, Лаутаро
Лаутаро Дарио Джакконе (исп. Lautaro Darío Giaccone; род. 1 февраля 2001, Сан-Франсиско, Кордова) — аргентинский футболист, полузащитник клуба «Росарио Сентраль».

## Клубная карьера
Джакконе — воспитанник клубов «9 июля», «Лос-Андес», «Спортиво Бельграно» и «Росарио Сентраль». 9 января 2021 года в матче против «Лануса» он дебютировал в аргентинской Примере в составе последних. В начале 2022 года Джакконе перешёл на правах аренды в «Феррокарриль Оэсте». 24 марта в матче против «Сакачиспас» он дебютировал в Примера B Насьональ. 22 мая в поединке против «Атлетико Рафаэла» Лаутаро забил свой первый гол за «Феррокарриль Оэсте». По окончании аренды игрок вернулся в «Росарио Сентраль». 13 марта 2023 года в поединке против «Унион Санта-Фе» Лаутаро забил свой первый гол за клуб.